# Гюнтер IV фон Барби-Мюлинген
Гюнтер IV/II фон Барби-Мюлинген (на немски: Günther IV/II von Barby-Mühlingen; ок. 1320; † 18 август 1404) от фамилията Барби, е граф на Мюлинген в Саксония-Анхалт.

## Биография
Той е син на граф Албрехт V фон Барби-Мюлинген „Стари“ († 1332) и съпругата му Юдит/Юта фон Шварцбург-Бланкенбург (1306 – 1352), дъщеря на граф Хайнрих VII фон Шварцбург-Бланкенбург († 1324) и Кристина фон Глайхен († 1296), дъщеря на граф Албрехт III фон Глайхен-Тонна († 1290). Правнук е на Валтер VII фон Арнщайн († 1271). Брат е на граф Албрехт VII фон Барби-Мюлинген († 16 февруари 1358), женен за принцеса фон Анхалт-Цербст († сл. 1353). Сестра му Лутруд фон Барби († сл. 1384) е приорес във Видерщет.
Гюнтер се ангажира със строеж на крипта в църквата „Св. Йоханес“ в Барби.

## Фамилия
Първи брак: с Констанция († 25 април 1372). Те имат две деца:
- Йохан II фон Барби-Мюлинген († сл. 1407)
- Агнес фон Барби († пр. 25 април 1395), омъжена пр. 29 ноември 1386 г. за граф Ернст VII фон Глайхен-Тона († 1414/1415). Синовете им Фридрих и Ервин IV фон Глайхен са убити на 15 юни 1426 г. в битката при Аусиг.

Втори брак: ок. 4 август 1293 г. с Доротея фон Глайхен († 13 декември 1385), дъщеря на граф Херман III фон Глайхен († 1345) и София фон Хонщайн († 1343). Те имат един син:
- Буркхард IV фон Барби-Мюлинген († 1 април 1420), граф на Мюлинген, женен пр. 6 юни 1415 г. за принцеса София фон Анхалт-Цербст († 1419), дъщеря на княз Зигисмунд I фон Анхалт-Цербст († 1405) и Юта фон Кверфурт († сл. 1411)